# Давид де Хеа
Давид де Хеа (на испански: David de Gea Quintana) е испански футболист, вратар на италианския Фиорентина.

## Ранни години
Де Хеа е роден на 7 ноември 1990 г. в Мадрид, Испания. 

## Кариера

### Атлетико Мадрид
Де Хеа е юноша на Атлетико Мадрид. След като впечатлява в мачове на резервния отбор и поредица от грешки на титулярния вратар, получава шанс за изява в първенството. 
През сезон 2009/10 играе в 19 мача на Атлетико Мадрид от испанското първенство. Дебютира в Шампионска лига когато влиза като резерва в мач от груповата фаза срещу Порто. Играе и осем мача в Лига Европа.  Бързо успява да се наложи като титулярен вратар на отбора и участва в спечелването на Лига Европа и Суперкупата на УЕФА през 2010 г.

### Манчестър Юнайтед
През юни 2011 г. е закупен от Манчестър Юнайтед. В първия си сезон играе непостоянно. Губи титулярното си място през януари, но след контузия на Линегор си го връща по-късно през сезона. 

### Национален отбор на Испания
Давид де Хеа е европейски шампион за футболисти до 17 години от 2007 г. с отбора на Испания. Същата година става и световен вицешампион за под 17-годишни. 
Печели световното първенство за до 21-годишни през 2011 г. 

## Статистика по години
Данните са обновени след мачовете на 3 ноември 2012 г. и съдържат единствено мачовете за първенство. 
| Сезон   | Отбор             | Мачове (рез.) | Доп. голове | Чисти мрежи | ЖК | ЧК |
| ------- | ----------------- | ------------- | ----------- | ----------- | -- | -- |
| 2012/13 | Манчестър Юнайтед | 28            | 8           | 1           | 0  | 0  |
| 2011/12 | Манчестър Юнайтед | 29            | 29          | 13          | 0  | 0  |
| 2010/11 | Атлетико Мадрид   | 38            | 53          | 11          | 1  | 0  |
| 2009/10 | Атлетико Мадрид   | 19            | 28          | 3           | 1  | 0  |
| Общо    |                   | 92            | 118         | 28          | 2  | 0  |

Легенда
- Мачове – изиграни мачове
- Доп. голове – допуснати голове
- Чисти мрежи – мачове, в които отборът на де Хеа не е допуснал гол
- ЖК – жълти картони
- ЧК – червени картони

## Успехи
Младежи до 21 г.
- Европейски шампион – 2011, 2013

 Младежи до 17 г.
- Европейски шампион – 2007

 Атлетико Мадрид
- Лига Европа – 2010
- Суперкупа на УЕФА – 2010

 Манчестър Юнайтед
- Къмюнити Шийлд – 2011, 2013, 2016
- Висша лига – 2012/13
- ФА Къп – 2015/16
- Купа на Лигата – 2016/17, 2022/23
- Лига Европа – 2016/17